# Anas Yusuf Yassin
Anas Yusuf Yassin (arabisch أنس ياسين, DMG Anas Yāsīn; * 1. Mai 1934 in Ta'if; † 1974 in Ankara) war ein saudischer Geschäftsmann und Diplomat. Er war der erstgeborene Sohn von Bashira Bint Ahmad Sitty und Yusuf Yassin (arabisch يوسف ياسين; * 1888 in Latakia; † 19. April 1962 in Dhahran), eines engen Vertrauten von Abd al-Aziz ibn Saud. Er war der zweite Ehemann von Samira Khashoggi (1935 – März 1986). Sie brachte Dodi Al-Fayed in die Ehe, ihr gemeinsames Kind hieß Jumana Yassin.

## Studium
Von 1944 bis 1952 genoss er eine Ausbildung am Victoria College, Alexandria in Ägypten. Von 1954 bis 1956 studierte er an der University of California. Er wurde zum Doktor ehrenhalber von der Osmania University in Hyderabad (Indien) promoviert.

## Werdegang
Von 1958 bis 1959 leitete er die National Gibson Company, Riad, Saudi-Arabien. Von 1959 bis 1961 saß er der Arab Trading Company vor. 1962 gründete er die al-Nasr Trading Office, Jeddah. 1963 trat er in den auswärtigen Dienst. 1964 wurde er zum Botschafter ernannt und Mitglied der saudi-arabischen Delegation zur 19. Generalversammlung der Vereinten Nationen.
Von 1965 bis 1967 wurde er im Außenministerium in Jeddah beschäftigt. Er wurde zur Sitzungsperiode der 21. Generalversammlung der Vereinten Nationen delegiert.
Von 20. August 1968 bis 1973 war er Botschafter in Neu-Delhi, Indien.
1974 war er Botschafter in Ankara, wo er bei einem Autounfall ums Leben kam.
| Vorgänger                    | Amt                                                                | Nachfolger            |
| ---------------------------- | ------------------------------------------------------------------ | --------------------- |
| Sheikh Yusuf Al-Fozan (1914) | Saudi-arabischer Botschafter in Neu-Delhi 20. August 1968 bis 1973 | Saleh Al-Sugair 1976  |
| Samir S. Shihabi             | Saudi-arabischer Botschafter in Ankara 1973 bis 1974               | Mohammed Said Basrawi |